# Транс (фільм, 2013)
«Транс» (англ. Trance) — британський драматичний трилер режисера Денні Бойла (був також продюсером), що вийшов 2013 року.
Сценарій картини написали Джо Ехарн і Джон Годж, продюсером також був Крістіан Колсон. Вперше фільм продемонстрували 19 березня 2013 року у Лондоні, Велика Британія.
В Україні прем'єра фільму відбулась 4 квітня 2013 року.

## Сюжет
| Зв'язавшись із бандитами, Саймон з їхньої подачі краде картину Гойї, вартість якої не один і не два мільйони доларів. Провернути справу йому було не важко, бо він займається продажем подібних речей на аукціонах. Проблеми настали після самої крадіжки, коли після удару по голові, хлопець геть забув, куди він сховав картину! Бандити, використовуючи навіть тортури, намагаються витягти спогади шляхом гіпнозу. Сеанси гіпнозу раз за разом стали геть стирати кордони брехні і правди, реальності і фантазій, що призвело до несподіваного кінця. |

## У ролях
| Актор             | Роль         |
| ----------------- | ------------ |
| Джеймс Мак-Евой   | Саймон       |
| Венсан Кассель    | Френк        |
| Розаріо Доусон    | Елізабет     |
| Таппенс Мідлтон   | молода жінка |
| Денні Сапані      | Нейт         |
| Лі Ніколас Гарріс | фельдшер     |

## Створення
Фільм «Транс» частково створено на основі британського телефільму 2001 року. Це вже п'ята спільна робота Бойла і Годжа. Стрічку почали знімати у вересні 2011 року у Лондоні.

## Сприйняття

### Критика
Фільм отримав змішано-позитивні відгуки: Rotten Tomatoes дав оцінку 67 % на основі 121 відгуку від критиків (середня оцінка 6,4/10) і 76 % від глядачів із середньою оцінкою 3,7/5 (6,264 голоси), Internet Movie Database — 7,4/10 (4 112 голоси), Metacritic — 61/100 (34 відгуки критиків) і 7,1/10 від глядачів (28 голосів).

### Касові збори
Під час показу у Великій Британії, що стартував 29 березня 2013 року, протягом першого тижня фільм показали у 408 кінотеатрах і він зібрав $2,394,559, що на той час дозволило йому зайняти 3 місце серед усіх прем'єр. Станом на 10 квітня 2013 року показ триває 6 днів (0,9 тижня) і зібрав у прокаті у Великій Британії $5,047,346, а у світі — $7,168,000, тобто $7,331,523 загалом при бюджеті £13 млн.
В Україні показ стартував 4 квітня 2013 року, протягом першого тижня фільм показали у 68 кінотеатрах і він зібрав $141 403, що на той час дозволило йому зайняти 4 місце серед усіх прем'єр.